# Адани
Адани, атани,  едайн (від синд. Edain — Другий Народ) —  у легендаріумі Дж. Р. Р. Толкіна ельфійська назва людей.  У Валінорі назва поширювалась на всіх людей.  Проте у Белеріанді аданами називали лише три народи ельфодрузів, що першими прийшли в край у дні Довгого Миру.  Адани перейняли від елдарів  багато їх ремесел, мистецтв та знань і тому за рівнем розвитку значно перевершували інших людей, що жили  по той бік Еред-Луїн. Після Війни Гніву, в якій адани (а вірніше залишки трьох народів що вціліли у війнах проти Моргота) бились на боці Сил Заходу, їм було даровано острів Еленна, де вони заснували королівство Нуменор. Ці народи були відомі за іменами своїх вождів: Беора Старого, Гадора Золотоволосого та  галадіни — названий також на честь жінки-воїна Галет.

## Народ Беора
Народ Беора — перше плем'я людей, що перетнули Еред-Луїн і увійшли в Оссіріанд, де були знайдені королем Нарготронда Фінродом Фелагундом. Це були високі, статні й темноволосі люди, що розмовляли мовою таліска, котра походила від говірки темних ельфів — аварів, які залишились на сході Середзем'я. Згодом народ Беора перейшов на синдарин.
Першим їхнім вождем був Беор. Про минуле людей та їх мандрівку на захід нічого невідомо, оскільки вони не залишили про це легенд.

Відомо лише, що Беор відповів королю ельфів:
- Темрява стелиться позаду нас, але ми відвернулись од неї, не бажаючи повертатися туди навіть подумки. Серця покликали нас на Захід, і ми вірили, що знайдемо там Світло.
Пізніше ельдари говорили, що Моргот та його поплічники відшукали в Гілдоріені людей, що пробудились після появи Сонця на небі, і звабили їх на бік Зла. Втім, три племені аданів та народ Бора зі східнян згодом відкинули владу Моргота і перейшли на бік Світла, а народ Улфанга Чорного зі східнян залишився на боці Темряви, хоч на словах тривалий час служив синам Феанора.
Мешканці Оссіріанду Зелені Ельфи або нандори були дуже незадоволені появою людей з народу Беора, що з'явились на їхніх землях і вирубували ліси, тому вони заявили Фінроду Фелагунду, що коли він не виведе прибульців з краю, то вони підуть на них війною і виженуть їх назад за Сині Гори.
За порадою Фелагунда Беор зібрав усі роди і родини свого народу і привів їх у землі між Геліоном та Келоном, що отримали назву Естоланд — отаборення. Це були володіння синів Феанора Амрода й Амроса. Через рік Беор пішов разом з Фелагундом у Нарготронд, де залишився на службі  до кінця життя, отримавши ім'я Беор — "Васал", бо до того звався Балан. Вождем народу став Барен — старший син Беора.
Згодом, по мірі того як до Східного Белеріанду прибували інші племена людей, народ Беора цілими родинами переселявся далі і врешті оселився в краї Ладрос, розташованому у володіннях Аегнора сина Верховного короля нольдорів - Фінарфіна на сході гірської країни Дортоніон, вкритої сосновими лісами.
Інша частина народу, розчарувавшись  у Світлі Заходу, бо валари жили у краї за морями, куди смертним ступати заборонено, а Белеріанд перебував під постійною загрозою захоплення з боку Володаря Темряви, повернулась за Сині Гори і відійшла далеко на південь, ставши одними з предків народів Гараду. Це були люди під проводом Берега.
Беор Старий прожив дев'яносто три роки з яких сорок чотири вірою і правдою служив Фінроду Фелагунду і добровільно відійшов з життя.
Барен мав сина Борона, в якого в свою чергу був син Боромир, що став вождем народу і правителем Ладросу, васалом Аеґнора сина Фінарфіна. Після Боромира вождем став Брегор, що мав синів Барагіра та Бреголаса, що став вождем краю. Барагір мав сина Берена, а в Бреголаса була дочка Ріан, що стала матір'ю Туора.
В час життя шостого покоління аданів сталась битва Раптового Полум'я — Дагор Браголлах, внаслідок якої Фінґольфін та сини Фінарфіна загинули, а їх королівство впало під ударами полчищ Моргота. Бреголас та більшість його війська загинули разом із синами Фінарфіна, а Барагір бився біля Сіріонового Проходу. Завдяки відважності людей Барагіра від загибелі було врятовано короля Фінрода Фелагунда та більшість його війська, що потрапили в оточення. В нагороду Фінрод подарував йому свій перстень, що згодом став родинною реліквією його нащадків.
Дортоніон потрапив у володіння Моргота і став називатись Таур-ну-Фуїн — Ліс під Ночетінню, оскільки він став темним і густим і в ньому оселились лихі потвори. Чоловіки народу Беора на чолі з Барагіром залишились у краї, а жінки та діти народу Беора на чолі з дружиною Барагіра Емелдір Мужньосердою (вона б радше залишилась разом зі своїм чоловіком та сином Береном) зі зброєю прорвались крізь гори Еред — Горгорот і дістались лісу Бретіль, де частину з них прихистили галадіни, а  частина відійшла у Дор-Ломін — землі народу Гадора (серед них була і Морвен Елезвен, що стала дружиною Гуріна і матір' ю Туріна Турамбара). Ті що лишились вели партизанську війну проти орків та інших лихих почвар якими командував слуга Моргота Саурон. Зрештою вони всі загинули крім сина Барагіра Берена Однорукого. Народ Беора був розсіяний і разом з рештками інших народів аданів поволі відступав до гирла Сіріону і острова Балар. Після Війни Гніву нащадки народу Беора оселились на заході Нуменору в краї Андустар. Саме від них походять вірні нуменорці, що пережили загибель острова і заснували Арнор та Гондор.

## Народ Галет, або галадіни
Другий народ людей, що дістався Белеріанду. Через ворожість до них нандорів (Зелених Ельфів) вони швидко покинули Оссіріанд і оселились у Таргеліоні, яким правив син Феанора Карантір.  Вони говорили іншою відмінною від народів Беора і Гадора. Спершу галадіни не мали єдиного вождя, кожен їх рід жив своїм власним життям. Так тривало доки Моргот потайки не надіслав у Таргеліон орків, що напали на людей з цього народу, тоді чоловік на ім'я Галдад зібрав усіх сміливців і укріпив частоколом землю між Аскаром та Геліоном. Там вони тримали облогу орків. Під час вилазки Галдад загинув у бою разом із своїм сином Галдаром, що намагався врятувати батькове тіло з бійні. Тоді людей згуртувала дочка Галдада Галет і тримала оборону тиждень, і коли орки вже прорвались крізь частокіл, з півночі раптово надійшли ельфи під проводом Карантіра, що загнали орків у ріки. Потому вцілілі галадіни зібрали те що лишилося після розорення їхніх домівок і відійшли у Естолад і тривалий час жили там. Галет всю решту свого життя правила народом і елдари стали називати галадінів народом Галет. Згодом галадіни рушили далі на захід і, обійшовши Доріат з півночі, дістались Брітіаху. Більша їх частина під проводом Галет оселилась у Бретільському Лісі між Тейгліном та Сіріоном, а решта оселились вільними хуторами у землях Талат-Дірнену і жили там доки після Битви Незліченних Сліз — Нірноет Арноедіат — орки, що стали заходити надто далеко на південь, не спалили їх садиби. При цьому загинули майже всі чоловіки, але жінки та діти врятувались, відійшовши в Бретіль.
Галет заміж не вийшла, і після її смерті народом став правити син її брата Галдара Галдан. Галет поховали в серці лісу в кургані Тур — Галета, Могильний Пагорб Володарки, Гауз-ен-Арвен на синдарині. Син Галдана Галмір, що правив народом Галет після смерті батька, разом з Белегом Міцнолуким розбили орків, які після Битви Раптового Полум'я — Дагор Браголлах — прорвались крізь Сіріонів Прохід. Також при Галмірові галадіни прихистили більшість з народу Беора, що відійшли з захопленого Морготом Ладросу.
Син Галміра Галдір одружився з донькою Гадора Золотоволосого з Дор-Ломіну, поліг у Битві Незліченних Сліз — Нірнает-Арноедіад — при відступі галадінів з військом Фінгона через піски Анфаугліт. Вцілілі воїни народу Галет на чолі з сином Галдіра Гандіром, що став новим вождем. Гандір загинув у бою з орками, що напали на Ліс Бретіль, і народ Галет був змушений відійти в лісову гущавину. Син Гандіра Брандір у дитинстві став кульгавим і тому не міг бути воїном. У центрі лісу на пагорбі Амон-Обел звів він укріплене поселення Ефель-Брандір і покладався більше на утаємниченість ніж на ратні подвиги. В час його правління у Бретілі з'явився Турін, син Гуріна, що прийняв ім'я Турамбар — Володар Долі. Тут він став керувати обороною від орків. З появою в Бретілі Ніенор Брандір закохався в неї. Після перемоги Туріна Турамбара над драконом Глаурунгом і самогубства Ніенор Нініель Брандір був убитий Туріном.
Після Брандіра вождем галадінів став Гарданг, нащадок Гундара, брата Галдіра. Коли в Бретіль прийшов Гурін Таліон Гарданг, що не любив дім Гадора, він наніс образу Гуріну, і той у гніві запустив у нього табуреткою. Гуріна ув'язнили, але двоюрідний брат Гарданга Мантор на Народних Зборах встав на його захист, розповівши про отруту, підмішану в їжу Гуріна з наказу Гарданга. Обурений народ повстав і спалив Дім Вождів, убивши Гарданга. У громадянській війні загинула більшість галадінів, і серед них всі нащадки Галдада. Мантор також загинув. Частина людей обрала вождем Авранка, що вбив Мантора, але багато галадінів його не визнали і жили окремо.
Після загибелі Доріату народ Галет був змушений переселитись на південь до дельти Сіріону. Подальша доля цього племені невідома: після Війни Гніву лише декілька галадінів переселились до Нуменору, про інших легенди не говорять.

## Народ Гадора Золотоволосого
Третій народ людей, що прийшов у Белеріанд. Це були високі, сильні і войовничі люди, з рудим волоссям, що як і народ Беора говорили мовою таліска. Першим вождем цих людей був Марах. Цей народ першим вирушив на захід, але через свою численність і розрізненість родів, люди народу Беора і галадіни дісталися швидше. Будучи прекрасно згуртованими вони вступили в Оссіріанд і нандори, що вороже зустріли два інших народи аданів, не посміли нападати на них. Дізнавшись, що його родичі з народу Беора живуть в Естоладі, Марах разом зі своїми людьми дійшли до них і між обома племенами запанувала дружба.
Старший син Мараха Малах, разом із багатьма людьми, пішов на службу до короля Фінґольфіна і тривалий час жив у Гітлумі, перейнявши ельфійську мову і отримавши ім'я Арадан. Коли народ Беора переселився в Дортоніон, люди Мараха на чолі з Магором сином Арадана пройшли долиною Сіріону на захід Белеріанду і тривалий час жили в долинах на південь від Еред-Ветрін. Один з онуків Марах Амлах син Імлаха разом з Берегом з народу Беора були серед тих хто хотів повернутись назад в Еріадор, але, після того як один з шпигунів Моргота, прийнявши вигляд Амлаха, заявив про те що елдари нібито змагають до панування в Середзем'ї, чим пробудили гнів орків та інших підземних створінь; він розкаявся і поклявся боротись з Морготом до кінця свого життя. Далі він пішов до Маезроса.
Правнук Мараха Арадана Гадор Золотоволосий з юних літ служив королю Фінґольфіну і отримав від нього у володіння край Дор-Ломін на півдні Гітлуму. Рід Гадора був наймогутнішим серед Трьох Домів аданів. Вожді розмовляли ельфійською мовою, але не забували і власної мови від якої походив нуменорський адунаік, що, в свою чергу, дав початок вестрону.
Гадор мав синів Галдора та Гундора; у Галдора були сини Гуор і Гурін; а в Гуріна — син Турін Турамбар, що переміг праотця Драконів Глаурунга Урулокі.
Після Дагор-Браголлах (Битва Раптового Полум'я) у Дор-Ломін прийшла частина втікачів з народу Беора, серед них була Морвен Елезвен, що вийшла заміж за Гуріна і стала матір'ю Туріна і його сестри Нієнор Нініель.
У Нірнаед-Арноедіад (Битва Незліченних Сліз) загинули Гуор та все дор-ломінське військо, а Гурін потрапив у полон і був доставлений до Моргота, де гордо відкинув його слова про свою велич та всемогутність. За це Моргот прокляв родину Гуріна і звелів відвести його на вершину Тангородриму, де його посадили в кам'яне крісло, і залишив його там дивитись морготовими очима і чути його вухами як здійсниться його прокляття. Після загибелі Туріна і Нієнор Моргот звелів відпустити Гуріна, щоб той міг пересвідчитись, як здійснилося його прокляття.
Після Нірноед-Арноедіад королівство Фінґона впало і Гітлум був захоплений прислужниками Моргота, котрий віддав ці землі східнянам з народу Улфанга Чорного, що зрадили синів Феанора під час битви, і заборонив їм виходити за межі краю. Так відплатив Моргот їм за підступний удар у спину елдарам і аданам. Оскільки майже всі чоловіки народу Гадора від 18 до 60 років загинули в битві, східняни взяли в рабство старих, жінок та дітей, всіляко грабуючи і знущаючись з них. Рабства уникли лише родина Гуріна, оскільки східняни не наважились зачепити Морвен, яку вважали відьмою, що знається з Білими Демонами (тобто ельфами) та удова Гуора Ріан, що стала матір'ю Туора, котру переховували ельфи Мітріму, яким до пори вдалось відстояти свою свободу.
У Війні Гніву люди народу Гадора разом з іншими аданами бились на боці Сил Заходу. Більша частина їх відпливла до Еленни і склала більшість населення Нуменору. Якщо переважна більшість нащадків народу Беора лишились вірними елдарам, валарам і Еру, то більшість нащадків народу Гадора з часом склали партію людей короля, котрі схилились до Зла і згинули разом із островом, крім тих що переселились в Умбар і стали чорними нуменорцями. Проте невелика частина народу Гадора лишилась у Середзем'ї і відійшла на північ до Рованіону, де стала родоначальниками народів Півночі, від яких походять рогірими.
Нащадки аданів, що стали нуменорцями, отримали назву дунадани або дунедайн (люди Заходу) і мали значно більшу тривалість життя, ніж інші люди Середзем'я.